# 최대성 (배우)
최대성(1976년 2월 2일 ~ )은 대한민국의 배우이다.

## 학력
- 철원중학교 졸업
- 철원고등학교 졸업
- 청주대학교 법학과

## 출연작

### 영화
- 《7인의 새벽》 (2001년)
- 《건달본색》 (2001년) - 명석 역
- 《원》 (2005년) - 정비소 점원 역
- 《괴물》 (2006년) - 오리배 남 역
- 《M》 (2007년) - 민우 친구들 역
- 《좋은 놈, 나쁜 놈, 이상한 놈》 (2008년) - 일본인 신사 역
- 《미인도》 (2008년) - 포도청 나졸 2 역
- 《로맨틱 아일랜드》 (2008년) - 매니저 역
- 《영웅 수퍼맨》 (2008년) - 스파이더맨 역
- 《순지》 (2009년) - 딱새 역
- 《구르믈 버서난 달처럼》 (2010년) - 임철민 부하 1 역
- 《블러디 쉐이크》 (2010년) - 젊은 남자 3 / 사채업자 역
- 《평양성》 (2011년) - 상주 병사 역
- 《히트》 (2011년) - 연출자 2 역
- 《꼭 껴안고 눈물 핑》 (2011년) - 대학로행인들 역
- 《뜨거운 안녕》 (2013년) - 남자봉사자 역
- 《산다》 (2015년) - 대성 역
- 《사돈의 팔촌》 (2016년) - 까페사장 역
- 《럭키》 (2016년) - 감독 2 역
- 《원죄》 (2018년) - 남자 역
- 《데자뷰》 (2018년) - 노동구 역
- 《변산》 (2018년) - 환자 1 역
- 《나는보리》 (2020년) - 은정아빠 역
- 《소리꾼》 (2020년) - 아전 역
- 《사라센의 칼》 (2021년) - 신문사 국장 역
- 《싸나희 순정》 (2021년)

### 드라마 & 시트콤
- 《베토벤 바이러스》 (2008년, MBC)
- 《원시가족 뚜따 패밀리》 (2009년, EBS) - 삐뽀 역
- 《미남이시네요》 (2009년, SBS) - 뮤직비디오 감독 역
- 《시티홀》 (2009년, SBS) - 내방구석의 지우개 역
- 《대물》 (2010년, SBS)
- 《이웃집 웬수》 (2010년, SBS)
- 《시크릿 가든》 (2010년, SBS) - 최 실장 역
- 《내게 거짓말을 해봐》 (2011년, SBS) - 슈퍼마켓 주인 역
- 《최고의 사랑》 (2011년, MBC) - CF 감독 역
- 《스파이 명월》 (2011년, KBS2)
- 《넝쿨째 굴러온 당신》 (2012년, KBS2) - 가짜 점쟁이 역
- 《내 인생의 단비》 (2012년, SBS) - 조기동 역
- 《구가의 서》 (2013년, MBC)
- 《특수사건 전담반 TEN 2》 (2013년, OCN) - 애꾸 역
- 《황금 무지개》 (2013년, MBC)
- 《감자별 2013QR3》 (2013년, tvN) - 연예찌라시 김윤철 기자 역
- 《너의 목소리가 들려》 (2013년, SBS) - 검사실 사무관 역
- 《주군의 태양》 (2013년, SBS) - 광고 촬영감독 역
- 《식샤를 합시다》 (2013년, tvN) - 세탁소 주인 역
- 《별에서 온 그대》 (2013년, SBS) - 사회대학 강사 역
- 《사랑만 할래》 (2014년, SBS) - 주 실장 역
- 《트로트의 연인》 (2014년, KBS2) - 예능국 국장 역
- 《연애 말고 결혼》 (2014년, tvN) - 여직원 성추행으로 경찰 조사받는 남자 역
- 《눈길》 (2015년, KBS1) - 친일파 사내 역
- 《닥터 이안》 (2015년, 웹드라마) - 용 부장 역
- 《용팔이》 (2015년, SBS) - 병원 기계실 직원 역
- 《육룡이 나르샤》 (2015년, SBS)
- 《달콤살벌 패밀리》 (2015년, MBC) - 윤태수의 친구 붕어빵장수 역
- 《앙마 다이어리》 (2016년, 웹드라마) - 전차장 역
- 《몬스터》 (2016년, MBC)
- 《마스터 - 국수의 신》 (2016년, KBS2) - 육장 라원상 역
- 《싸우자 귀신아》 (2016년, tvN) - 황제찜질방 사장 역
- 《신데렐라와 네명의 기사》 (2016년, tvN) - 원단 도매상 역
- 《캐리어를 끄는 여자》 (2016년, MBC) - 고구태 역
- 《마음의 소리》 (2016년, KBS2) - 택시기사 역
- 《빛나라 은수》 (2017년, KBS1) - 용식 역
- 《아버지가 이상해》 (2017년, KBS2) - 부장 역
- 《하백의 신부 2017》 (2017년, tvN)
- 《명불허전》 (2017년, tvN) - 허임의 스승 역 (우정출연)
- 《이번 생은 처음이라》 (2017년, tvN) - 사장 역
- 《화유기》 (2017년, tvN) - 방송국PD 역
- 《동네변호사 조들호 2: 죄와 벌》 (2019년, KBS2) - 최재혁 역
- 《쌉니다 천리마마트》 (2019년, tvN) - 수라묵 묵사장 서용민 역 (특별출연)
- 《날 녹여주오》 (2019년, tvN) - 김진 역
- 《하이바이, 마마!》 (2020년, tvN) - 권만석 역
- 《거짓말의 거짓말》 (2020년, 채널A) - 서형국 역

### 방송
- 《랭킹쇼 123》 (2017년, MBC)
- 《미운 우리 새끼》 (2017년, SBS)